# Andreas Kuhl
Andreas Kuhl (* 10. Mai 1979 in Siegen) ist ein deutscher Ju-Jutsu-Sportler und dreifacher Weltmeister in dieser Disziplin.

## Leben und Wirken
Andreas Kuhl wuchs in Kreuztal auf und gehört der Judo-Vereinigung Siegerland an. Trainiert wird er bis heute von seinem Vater.
Nach rund 15 Jahren beendete Kuhl im Jahr 2009 seine aktive Laufbahn. Zuvor hatte er im taiwanesischen Kaohsiung die Goldmedaille in der Gewichtsklasse bis 85 Kilogramm bei den World Games gewonnen. Im Jahr 2017 war er Bundestrainer Fighting U21/U18 Herren im Deutschen Ju-Jutsu-Verband.
Beruflich hat er eine Ausbildung zum Polizeikommissar abgeschlossen. Im August 2012 heiratete Kuhl seine langjährige Freundin Sabrina Hatzky, die ebenfalls Polizeikommissarin und erfolgreiche Ju-Jutsu-Sportlerin ist.

## Erfolge (Auswahl)
- 1996 int. Deutscher A-Jugend-Meister.
- 1996 Erstmalige Berufung in die Jugend-Nationalmannschaft[5]
- 1997 Deutscher A-Jugend-Meister.
- 2001 und 2007 Deutscher Meister
- 2001, 2006 und 2007 German Open Sieger
- 2002 Europa Cup Sieger
- 2001 in Genua, Italien, Europameister[6]
- 2003 in Hanau Europameister-Titel verteidigt[7]
- 2004 erstmals Weltmeister in Madrid[8]
- 2006 WM-Titelverteidigung in Rotterdam[9]
- 2008 erneute WM-Titelverteidigung in Malmö[10]
- 2009 World-Games-Sieger in Kaohsiung[11]

## Sonstige Auszeichnungen
Im Jahr 2009 wurde Kuhl sowohl zum „Sportler des Jahres der NRW-Landespolizei“ als auch zum „besten Polizeisportler Deutschlands ohne Sportförderung“ gewählt.
Außerdem erhielt er für seinen Sieg bei den World Games 2009 das Silberne Lorbeerblatt.

## TV-Auftritte
- Das Erste: Klein gegen Groß[14]